# 프레시 프리큐어!
《프레시 프리큐어!》(일본어: フレッシュプリキュア! 프레쉬 푸리큐아[*], 영어: FRESH PRETTY CURE)는 도에이 애니메이션 제작의 애니메이션이다.

## 개요
- 아사히 방송 및 TV 아사히 계열을 통해 2009년 2월 1일부터 2010년 1월 31일까지 방영되었다.
- 프리큐어 시리즈 통상 6번째 작품이자 4대 프리큐어에 해당되는 작품. 최초로 초기 멤버가 3명 구성으로 시작한다.
- 프리큐어 시리즈 6주년을 기념으로 프리큐어의 어머니인 와시오 타카시를 비롯 스태프가 전원 변경되며, 마찬가지로 이전까지 주제가 및 OST를 담당해오던 사토 나오키에서 타카나시 야스하루가 변경되는 등 타이틀대로 '프레시한 프리큐어'로 나간다.
- 마스코트 캐릭터는 기존에는 아이템으로 변신하는 남녀 커플 혹은 인간의 청년으로 변신하는 남자 콤비였다면, 이번 작품은 아기와 족제비가 나온다.
- 본 작품에서는 주인공들이 다니는 학교가 저마다 다르다. 또한 본 작품부터 엔딩에 3D 카툰 렌터링을 사용한다.
- 프리큐어 시리즈 중 최초로 원래 악의 조직 출신이었던 캐릭터가 프리큐어로 갱생 및 전향하여 프리큐어들과 함께 한때 몸담았던 악의 조직 멤버들과 싸우게 되었던 사례가 생긴 작품이다. 이는 후에 나오는 스위트 프리큐어♪와 Go! 프린세스 프리큐어, 허긋토! 프리큐어에서도 이어진다.
- 프리큐어 크로스 오버(올스타즈 및 스타즈) 시리즈가 시작되고나서 처음으로 방영한 작품이며 해당 캐릭터들도 TV판이 방영하는 중에 올스타즈에서 전작에 나온 프리큐어들과 함께 나오게 되었다. 다만 큐어 패션은 이 당시에는 악당인 이스로 활동하고 있고 프리큐어로 각성하기 이전이라 TV판에서 이스로서의 생을 마감하고 프리큐어로 각성하여 큐어 패션으로 부활하면서 TV판 방영이 종료되고나서 2010년에 개봉하였던 프리큐어 올스타즈에 처음으로 나온다.
- 한국어 더빙판은 2011년 7월 18일 애니원,챔프TV를 통해 "후레쉬 프리큐어!"라는 제목으로 방영되었다.

## 줄거리
중학교 2학년생인 모모조노 러브는 어느날 인기 댄스 유닛 "트리니티"의 라이브를 보러 가 트리니티의 리더 미유키의 댄스에 감동하게 되고 "나도 미유키언니처럼 춤추고 싶다!"라고 생각하며 꿈에 부풀렸다. 그런데, 갑자기 나타난 "나케와마케" 때문에 멋진 라이브 공연은 엉망이 되고, 게다가 이것은 전 세계의 지배·통제를 목표로 하는 국가 “라비린스”의, 원대한 음모의 극히 일부였으니...
"동경하는 사람을 지키고 싶다! 트리니티의 라이브를 한번 더 보고 싶다!"라는 강한 마음에 자극을 받은 러브는, 이상한 요정 '피크룬'과 변신 휴대 수첩 '링크룬'의 힘으로 전설의 전사 '프리큐어'로 변신!
요정의 나라 스위트 왕국에서 온 타르트와 시폰, 그리고 소꿉 친구 미키와 부키와 함께, 사랑과 희망과 기원의 하트로 “라비린스”의 야망을 꺾자!

## 방송 일시
| 방송 채널                  | 방송일                           | 방송 시간 |
| -------------------------- | -------------------------------- | --------- |
| TV 아사히 계열 아사히 방송 | 2009년 2월 1일 ~ 2010년 1월 31일 | 종료      |

## 등장인물

### 프리큐어
| 이름                            | 변신 폼   | 각성 화 | 성우                     | 색깔   | 파트너                  | 변신 아이템                  |
| ------------------------------- | --------- | ------- | ------------------------ | ------ | ----------------------- | ---------------------------- |
| 모모조노 러브 (국내명:박소미)   | 큐어 피치 | 1화     | 오키 카나에 / 김서영     | 분홍색 | 피룬 (국내명: 핑크링)   | 링크룬 (국내명: 큐어 링크링) |
| 아오노 미키 (국내명:김나현)     | 큐어 베리 | 2화     | 키타무라 에리 / 소연     | 파란색 | 브룬 (국내명: 블루링)   | 링크룬 (국내명: 큐어 링크링) |
| 야마부키 이노리 (국내명:나소희) | 큐어 파인 | 3화     | 나카가와 아키코 / 조경이 | 노란색 | 키룬 (국내명: 옐로우링) | 링크룬 (국내명: 큐어 링크링) |
| 히가시 세츠나 (국내명:유채린)   | 큐어 패션 | 23화    | 코마츠 유카 / 이명희     | 빨간색 | 아카룬 (국내명: 레드링) | 링크룬 (국내명: 큐어 링크링) |

### 프리큐어의 주변인물

#### 모모조노 일가
모모조노 케이타로
성우 - 타카세 아키미츠 / 고구인
러브의 아빠. 가발 회사의 영업 과장이며 가발을 개발하는 것에 큰 자부심을 가지고 있다.
모모조노 아유미
성우 - 히카미 쿄코 / 김하영
러브의 엄마. 가정주부며 장난끼가 많지만 러브를 사랑하신다. 24화부터 히가시 세츠나를 양녀로 받아들인다.
모모조노 켄키치
성우 - 무기히토 / 탁원제
러브의 외할아버지. 손녀인 러브의 이름을 영어식으로 지어준 장본인으로 국제적인 이미지가 좋다는 이유로 러브라는 이름을 지었다. 러브를 비롯해 미키, 이노리가 4살이던 때 사망하였으며 큐어 피치가 추억 속으로 들어갔을 때 만나게 되었다. 생전에는 수제 다다미 장인이었으며 겐씨라는 별명으로도 불렸다.

#### 아오노 일가
아오노 레미
성우 - 우란 사키코 / 김나율
미키의 엄마. 남편과 이혼을 하여서 딸인 미키와 둘이 살고있으며 미용실을 운영한다.
이치죠 카즈키 (一条 和希) / 김정현
성우 : KENN / 이경태
미키의 남동생. 누나와 마찬가지로 미남이지만 몸이 매우 약하다. 이혼한 아버지와 같이 살기 때문에 누나와는 다르게 아버지 성씨를 따른다. 어린시절부터 러브, 이노리와 아는 사이이기도 하다.

#### 야마부키 일가
야마부키 타다시
성우 - 키무라 마사후미 / 이동훈
이노리의 아빠. 동물병원 원장이자 수의사이다.
야마부키 나오코
성우 - 네야 미치코 / 이보희
이노리의 엄마. 동물병원 간호사를 맡고있다.

### 스위트 왕국
타르트 / 타르토
성우 - 마츠노 타이키 / 임하진
스위트 왕국의 요정. 페럿(한국판에서는 족제비) 모습을 하고있으며 스위트 왕국 장로의 명령에 따라 요정 시폰과 함께 인간세계에 와서 프리큐어들을 찾고있다. 특이하게도 일본 관서 방언(한국판에서는 동남 방언)을 사용한다.
시폰 / 쉬퐁
성우 - 코오로기 사토미 / 이재현
스위트 왕국의 아기 요정. 아기라서 말을 하지 못하기 때문에 의사소통은 불가하나 옹알거리는 소리를 통해서 소통을 한다. 큐어 비탄(우유가 든 젖병)을 통해서 음식을 먹지만 후에는 이유식과 사람이 먹는 음식도 먹어갔으며 프리큐어들의 이름을 부를 정도로 언어감각도 발달하였다. 사실 그 정체는 라비린스의 뫼비우스가 찾고있는 무한한 가능성의 존재인 인피니티였다. 인피니티로 변하면 시폰으로서의 의식이 없어져서 " 내 이름은 인피니티. 무한한 가능성일 지어니"라는 말을 반복한다. 그러나 프리큐어들의 클로버 박스에서 울려지는 자장가를 들으면 본래의 시폰으로 돌아온다.
피룬 / 핑크링
성우 - 오키 카나에 / 김하영
모모조노 러브의 파트너 요정. 타르트, 시폰과 함께 스위츠 왕국에서 인간세계로 왔으며 러브를 큐어 피치로 변신하는데 기여한다. 능력은 시폰의 비탄이나 음식 등 아이템 소환.
브룬 / 블루링
성우 - 키타무라 에리 / 김연아
아오노 미키의 파트너 요정. 타르트, 시폰과 함께 스위츠 왕국에서 인간세계로 왔으며 미키를 큐어 베리로 변신하는데 기여한다. 능력은 프리큐어들의 복장 변경.
키룬 / 옐로링
성우 - 나카가와 아키코 / 이보희
야마부키 이노리의 파트너 요정. 타르트, 시폰과 함께 스위츠 왕국에서 인간세계로 왔으며 이노리를 큐어 파인으로 변신하는데 기여한다. 능력은 동물과의 의사소통 기능.
아카룬 / 레드링
성우 - 코마츠 유카 / 김나율
히가시 세츠나의 파트너 요정. 타르트, 시폰과 함께 스위츠 왕국에서 인간세계로 왔으며 세츠나를 큐어 패션으로 변신하는데 기여한다. 사실은 세츠나가 라비린스의 악역 간부인 이스로 활동했을 때 먼저 나온 적이 있었는데 이 당시는 세츠나가 이스로 활동하고 있기 때문에 그녀에게서 악의 기운이 흐르고 있는 것을 보고 다가가지 못하여서 유일하게 파트너 프리큐어를 찾지 못하였다가 한때 치넨 미유키 앞에 나타나서 그녀가 파트너라는 것이 암시되었으나 아니게 되었으며 결국 이스가 죽게되자 그녀의 영혼과 마주하여 그녀를 큐어 패션으로 탄생시키게 된다. 능력은 순간 이동.
와플
성우 - 호리모토 히로시 / 이찬우
스위츠 왕국의 국왕이자 타르트의 아버지.

티라미수 / 장로
성우 - 오카다 켄이치 / 이동훈
스위츠 왕국의 장로. 타르트와 시폰을 인간세계로 보내서 프리큐어들을 찾고있는 장본인이다.

아즈키나
성우 - 잇시키 마유 / 김민정
타르트의 약혼녀. 타르트와 마찬가지로 일본 관서지방 방언(국내에서는 동남 방언)을 쓴다.

### 라비린스
뫼비우스(メビウス)
성우 - 니시무라 토모미치 / 심정민
라비린스를 다스리는 수령이자 총통. 사악하고 강포한 성격을 가졌으며 전 세계를 자신의 지배하에 정복하고 페레렐 월드의 사람들을 자신의 노예로 부리기 위한 야욕을 가지고 있다. 무한의 메모리로 알려진 인피니티를 찾고있다. 사실 그 정체는 거대한 인공지능 컴퓨터 시스템이었다. 지금까지는 대머리의 중년 남성 이미지를 한 모습이었으나 그것은 로봇을 위장한 모습으로 이미 자신의 본체를 통해서 프리큐어들의 행태를 파악하고 있었다.
이스
히가시 세츠나 문서 참조.
웨스터
성우 - 마츠모토 야스노리 / 이재범
라비린스의 3간부 중 한 명이며 귀걸이를 한 근육질의 미남이지만 총통인 뫼비우스에게 충성을 바치며 뫼비우스의 명령에 따라 프리큐어들을 소탕 및 궤멸하려는 역할을 맡고있다. 한때 동료로 있던 이스와는 그녀가 큐어 패션으로 전향하여 프리큐어가 된 이후로 사실상 적대관계가 되었지만 여전히 큐어 패션을 이스라고 부르고 있다. 마지막에는 큐어 패션과의 1:1 최후의 싸움에서 뫼비우스가 자신을 버렸다는 것을 알게되면서 위기에 처한 큐어 패션을 구해내고 자신은 딜리트홀로 흡입되었으나 이후에 선역으로 개과천선하여 지난날의 잘못을 참회하고 프리큐어들과 함께 뫼비우스와 싸우게 된다.
사우러 / 소울러
성우 - 스즈무라 켄이치 / 심규혁
라비린스의 3간부 중 한 명이며 이스, 웨스터와 함께 뫼비우스의 명령을 따르며 충성을 바치고 있다. 핸섬하고 수려한 외모를 가진 청년의 모습이지만 뫼비우스에게 충성을 바치며 그의 세계정복에 동조하고 있으며 프리큐어들을 소탕 및 궤멸하려는 역할을 맡고있다. 마지막에는 큐어 베리와 1:1 최후의 싸움에서 뫼비우스가 자신을 버렸다는 것을 알면서 딜리트홀에 흡입되려고 하였을 때 큐어 베리가 손을 잡으며 구하려고 했지만 큐어 베리를 밀어내고 자신은 끝내 딜리트홀로 흡입되었으나 이후에 웨스터와 함께 선역으로 개과천선하여 지난날의 잘못을 참회하고 프리큐어들과 함께 뫼비우스와 싸우게 된다.
노저 / 노사
성우 -와타나베 미사 / 최문자
라비린스의 상급 간부이자 뫼비우스의 직속부하. 이스가 죽고 큐어 패션으로 전향하여 라비린스를 탈퇴하면서 그녀의 후임으로 3간부의 멤버가 되었다. 사악한 면이 짙고 요염한 성격이며 뫼비우스의 직속부하로서 그에게 충성을 바치고 있다. 사실 그녀의 정체는 양파였는데 뫼비우스가 양파의 유전자를 이용하여 만들어낸 매개체이다.
클라인
성우 - 히와타리 코우지 / 고구인
라비린스의 상급 간부이자 뫼비우스의 직속부하이며 그를 보좌하는 보좌관 역할도 겸한다. 뫼비우스에게 충성을 바치며 그의 앞에서는 정중하고 공손하게 대하고 있고 뫼비우스의 명령에 따라 페레렐 월드 사람들을 세뇌시키고 조종하는 참모 역할도 수행한다. 사실 그의 정체는 도마뱀으로 뫼비우스가 도마뱀의 유전자를 이용하여 만들어낸 매개체이다.

### 괴물
나케와메케 / 울어울어
성우 - 나카노 신타로 / 최낙윤
라비린스에서 만든 괴수. 라비린스 간부들이 손바닥을 비벼서 만들어낸 매개체로 사람이나 동식물 또는 사물 등에 다이아몬드 문양의 장식을 붙이면 거대한 괴수로 변한다.
나키사케베 / 울부짖어
성우 - 나카노 신타로 / 최낙윤
라비린스에서 만든 괴수로 이스가 뫼비우스로부터 받은 새로운 카드를 이용하여 만든 괴수이다. 나케와메케의 강화판이며 이스의 손을 촉수로 조이며 온몸에 고통을 주었다.
소레와타세 / 뺏어뺏어
성우 - 나카노 신타로 / 심정민
라비린스에서 만든 괴수로 노저가 만들어낸 매개체이며 덩쿨 뭉치를 던지면 사람 모양이 되고 거대한 덩쿨이 달린 식물 괴수로 변한다. 한때 시폰을 빼앗기위해 러브의 집으로 잠입하여 러브의 어머니 행세를 한 적이 있다.

### 그 외
치넨 미유키 (知念 ミユキ) / 미키
성우 - 이이즈카 마유미 / 김성연
3인조 아이돌 댄스그룹 트리니티의 리더, 러브의 친구 치넨 다이스케의 친 누나. 러브가 가장 좋아하는 연예인이며, 공연장에 등장한 나케와메케를 큐어피치가 무찌르며 그 후 러브와 인연이 된다. 러브, 미키, 이노리, 세츠나에게 댄스를 가르쳐 준다.
카오루쨩 / 지수 아저씨
성우 - 마에다 켄 / 서원석
도넛을 팔고 있으며, 타르트를 형제라고 부르기도 한다.
치넨 다이스케 (知念 大輔) / 강건일
성우 - 신가키 타루스케 / 이동훈
인기 아이돌 그룹 트리니트의 리더 미유키의 남동생, 러브의 클래스메이트, 러브를 짝사랑한다. 처음에는 러브가 큐어 피치와 별개의 인물이었던 것로 알아왔으나 나중에 러브가 눈앞에서 큐어 피치로 변신하자 놀라게 된다.
사와 유우키 (沢 裕喜) / 이경훈
성우 - 우에다 신스케 / 김디도
다이스케와 켄토의 친구, 머리가 참 인상적이다. 미키를 좋아하고 있다. 처음에는 미키가 큐어 베리와 별개의 인물이었던 것으로 알아왔으나 나중에 미키가 눈앞에서 큐어 베리로 변신하자 놀라게 된다.
미코시바 켄토 (御子柴 健人) / 선우영민
성우 - 토요나가 토시유키 / 고구인
다이스케와 유우키의 친구, 큰 키에 안경을 착용하고 있으며 부잣집 도련님이다. 이노리를 좋아하고 있다. 처음에는 이노리와 큐어 파인을 별개의 인물로 알아왔으나 나중에 이노리가 눈앞에서 큐어 파인으로 변신하자 놀라게 된다.
레이카
성우 - 세토 사오리 / 김하영
아이돌 그룹 트리니티의 멤버, 숏컷 헤어를 하고 있다.
나나
성우 - 잇시키 마유 / 이보희
아이돌 그룹 트리니티의 멤버, 긴 웨이브의 헤어를 하고 있다.
호호에미나 / 웃어웃어
성우 - 나카노 신타로 / 이경태
라비린스 폐기물 처리장에서 나온 딜리트홀에 흡입되어 빠져들었다가 선역으로 개과천선하였던 웨스터와 소울러가 힘을 합쳐 소환시킨 요정.

## 방영 목록
- 방송일은 아사히 방송 기준.

## 극장판
극장판 프레시 프리큐어! 장난감 나라에는 비밀이 가득?
2009년 10월 31일 공개. 본 작품이 큐어 패션의 스크린 데뷔작이 됐다.

### 크로스 오버 극장판
극장판 프리큐어 올스타즈 DX 모두 친구☆기적의 전원 대집합!
2009년 3월 20일 공개.
극장판 프리큐어 올스타즈 DX2 희망의 빛☆레인보우 쥬얼을 지켜라!
2010년 3월 20일 공개.
극장판 프리큐어 올스타즈 DX3 미래에 닿아라! 세계를 잇는☆무지갯빛 꽃
2011년 3월 19일 공개.
극장판 프리큐어 올스타즈 뉴 스테이지 미래의 친구
2012년 3월 17일 공개.
극장판 프리큐어 올스타즈 뉴 스테이지 2 마음의 친구
2013년 3월 16일 공개.
극장판 프리큐어 올스타즈 뉴 스테이지 3 영원의 친구
2014년 3월 15일 공개.
극장판 프리큐어 올스타즈 봄의 카니발♪
2015년 3월 14일 공개.
극장판 프리큐어 올스타즈 모두 함께 노래하다♪ 기적의 마법!
2016년 3월 19일 공개.
극장판 허긋토! 프리큐어♡두 사람은 프리큐어 올스타즈 메모리즈
2018년 10월 27일 공개. 프리큐어 15주년 기념작으로, 전작인 두 사람은 프리큐어 외 프리큐어 전 작품을 콜라보한 크로스 오버 작품이다.
극장판 프리큐어 미라클 유니버스
2019년 3월 16일 공개.
극장판 프리큐어 올스타즈 F
2023년 9월 15일 공개. 프리큐어 20주년 기념작이다.

## 한국판 방송분 일본어 무자막 방송사고
2011년 10월 17일 대원방송 챔프 방영분 내용 중 41화 내용이 한글자막을 띄우지 않고 일본어로 방송되는 방송사고가 발생하였다. 대원방송에서는 이에 대해서 시청자들에게 사과문을 올렸으며 재방송 방송분 때 한국어 더빙판으로 수정하여 방송하였다. 국내 방송법에서는 한국어 밖에 모르는 대한민국 국민 및 시청자들의 이해와 의사소통을 위하여 해외 영상물이나 애니메이션 등에는 반드시 한국인 방송 성우나 배우의 육성녹음을 통해서 더빙하는 것을 의무화하고 있고 이것이 어려울 경우 한글자막을 띄워서 방송하도록 의무조항이 포함되어있기 때문에 방송법 위반에 해당될 수 있는 사항이기 때문이다.